# 6ª Squadriglia per l'artiglieria
La 6ª Squadriglia per l'artiglieria del Servizio Aeronautico del Regio Esercito fu costituita il 5 marzo 1916 con aerei Farman 14.

## Storia
Nasce il 5 marzo 1916 e mobilitata il 28 marzo su Farman per la 1ª Armata al campo volo di Castenedolo comandata dal Capitano osservatore Riccardo Adorni con 4 Farman 14 dotati di motore Fiat A.10.
Il 15 aprile 1916 nel cambio dei nomi di tutte le squadriglie diventa 46ª Squadriglia.